# Різанина на Волі
Різанина у Волі (пол. Rzeź Woli, дос. «Вольська різанина») — систематичне вбивство від 40 000 до 50 000 поляків у дільниці Воля польської столиці Варшава, яке скоїли німецький Вермахт спільно з колабораціоністами з Азербайджанського легіону та переважно російської бригади СС «РОНА» у проміжку з 5 по 12 серпня 1944 року. Наказ про різанину віддав Адольф Гітлер, який розпорядився вбивати «все, що рухається», щоб зупинити Варшавське повстання незабаром після його початку.
В організованих масових стратах по всій Волі німці жорстоко вбили десятки тисяч польських мирних жителів разом із полоненими бійцями опору з Армії Крайової. Цілі сім'ї, включаючи немовлят, дітей і старих, часто розстрілювали на місці, а декого вбивали після катувань і сексуального насильства. Вояки вбивали пацієнтів у лікарнях, знищуючи їх у ліжках, а також лікарів і медсестер, які їх доглядали. Мертві тіла складали купами, щоб потім їх спалив т. зв. «Варшавський спалювальний загін» (нім. Verbrennungskommando Warschau) з метою знищити докази різанини; щоб знайти вцілілих і вбити, собак попервах відпускали на волю. 
Операцію очолював Еріх фон дем Бах-Целевський, хоча її головними виконавцями були бригада Дірлевангера та бригада Камінського «РОНА», військовики яких скоїли найжорстокіші звірства, викликаючи критику з боку самого Баха-Целевського.
Німці сподівалися, що ці жорстокості розчавлять волю повстанців до боротьби та покладуть швидкий край повстанню. Однак нещадна пацифікація Волі тільки посилила польський опір, і німцям на повернення  контролю над містом знадобилося ще два місяці важких боїв.

## Різанина
1 серпня 1944 року спалахнуло Варшавське повстання. Протягом перших кількох днів Польському опору вдалося звільнити більшу частину Варшави на лівому березі Вісли (повстання спалахнуло також у районі Прага на правому березі річки, але було швидко придушене німцями). Через два дні після початку боїв командувати всіма німецькими силами у Варшаві призначили обергрупенфюрера СС Еріха фон дем Бах-Целевського. Виконуючи прямі накази райхсфюрера СС Генріха Гіммлера безжально придушити повстання, його стратегія полягала в застосуванні проти жителів Варшави тактики терору. Між повстанцями і цивільними не робилося жодної різниці, оскільки в наказах Гіммлера відкрито говорилося, що Варшаву потрібно повністю зруйнувати, а її цивільне населення винищити.
Професор Єльського університету Тімоті Снайдер писав, що «різанина у Волі не мала нічого спільного з бойовими діями... співвідношення загиблих між цивільними і військовиками становило більш ніж тисячу до одного, навіть якщо рахувати військові втрати з обох сторін».

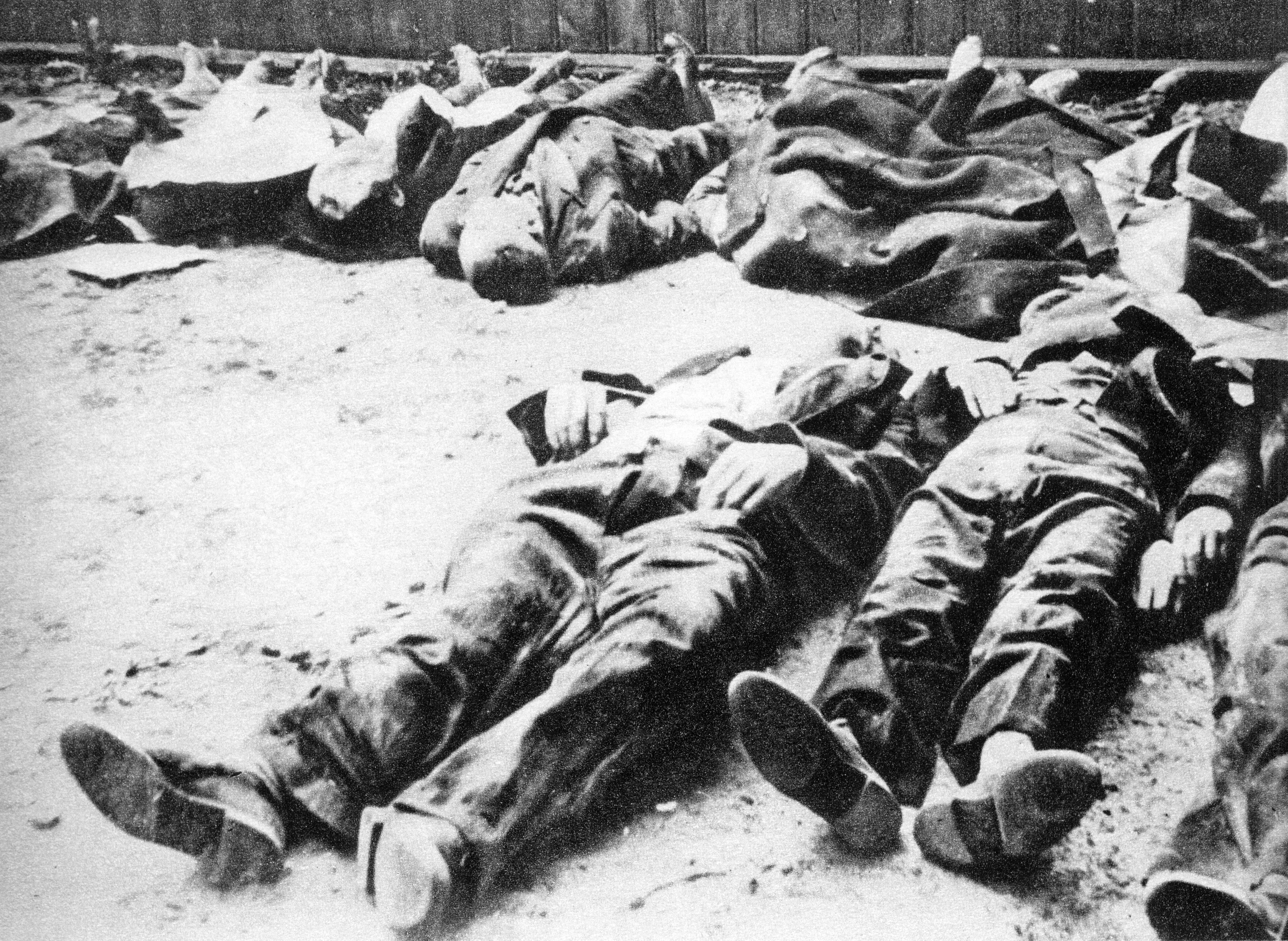
Польські цивільні особи, вбиті під час різанини на Волі у Варшаві, серпень 1944 р.

5 серпня три німецькі бойові групи почали просування до центру міста із західної околиці району Воля вулицями Вольською і Гурчевською. Німецькі війська складалися з підрозділів вермахту та батальйонів поліції СС, а також набраної здебільшого з росіян «штурмової бригади СС «РОНА» і штурмової бригади СС Дірлевангера — сумнозвісного штрафного підрозділу Ваффен СС під командуванням оберфюрера СС Оскара Дірлевангера, до якого входив Азербайджанський легіон як частина «східних легіонів». Британський історик Мартін Віндроу описав загін Дірлевангера як «страхітливий набрід» «горлорізів, [іноземних] відступників, садистичних недоумків та вигнаних з інших підрозділів розжалуваних порушників».

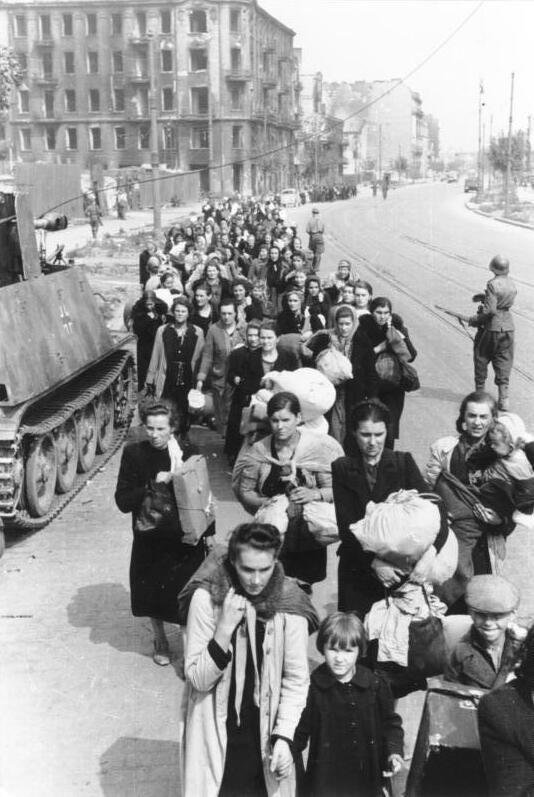
Колону польських жінок з дітьми ведуть німецькі військовики вулицею Вольською на початку серпня 1944 р.

Невдовзі після початку просування до центру Варшави дві головні бойові групи — Kampfgruppe Rohr (під командуванням генерал-майора Ґюнтера Рора) і Kampfgruppe Reinefarth (на чолі з Гайнцем Райнефартом) — були зупинені сильним вогнем польських бійців опору. Не маючи змоги йти вперед, дехто з німецьких військовиків почав переходити від будинку до будинку, виконуючи наказ розстріляти всіх мешканців. Багато цивільних було розстріляно на місці, але деякі були вбиті після тортур і сексуального насильства. Оцінки загиблих різняться, але сам Райнефарт підрахував, що лише у перший день операції 5 серпня у районі Воля було вбито до 10 000 цивільних.[неавторитетне джерело] Більшість жертв — люди похилого віку, жінки та діти.

Більшість цих звірств скоїли війська під командуванням Оскара Дірлевангера та бригадефюрера СС Броніслава Камінського. Історик-дослідник Мартін Гілберт з Оксфордського університету писав: 

«До 5 серпня німецькі війська у Варшаві вбили понад п'ятнадцять тисяч польських мирних жителів. О 5:30 того вечора генерал фон дем Бах-Целевський віддав наказ про припинення страти жінок і дітей. Але продовжували вбивати всіх захоплених польських чоловіків, і ніхто не переймався тим, чи були вони повстанцями, чи ні. Ані козаки, ані злочинці в бригадах Камінського та Дірлевангера не звернули уваги на наказ фон дем Бах-Целевського; зґвалтуваннями, вбивствами, катуваннями та вогнем вони пробивалися через передмістя Воля та Охота, вбиваючи за три дні бійні ще тридцять тисяч мирних жителів, у тому числі сотні пацієнтів у кожній із лікарень на своєму шляху».
За дві години до півночі проти 5 серпня вояки-азербайджанці та батальйон Бергмана напали на лікарню Святого Лазаря і перед тим, як її спалили, стратили сотні пацієнтів, лікарів і медсестер.

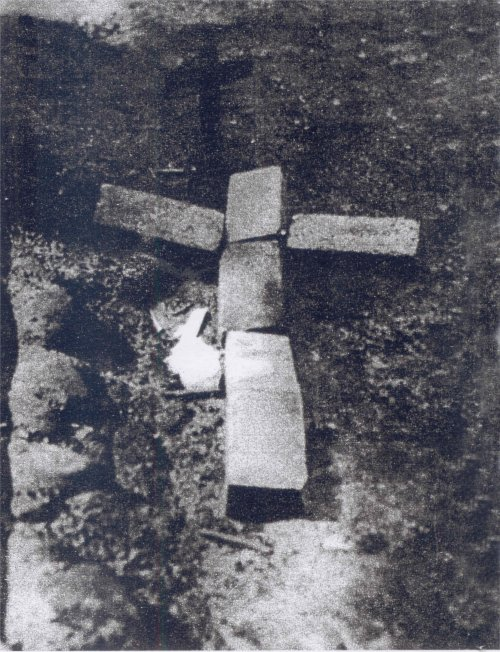
Прах 4000 жертв різанини на Волі, вбитих на фабриці Франашек і похованих у ямі в землі та вшанований тимчасовим хрестом

5 серпня батальйону «Зоська» Армії Крайової вдалося звільнити концтабір Ґенсювка і оволодіти з допомогою двох трофейних танків «пантера» стратегічно важливою місцевістю навколо колишнього Варшавського гетто. Протягом наступних кількох днів боїв цей район став одним із головних шляхів сполучення між Волею та Старим містом Варшави, дозволяючи повстанцям і цивільним особам поступово відступати з Волі попереду численніших німецьких військ, розгорнутих проти них.
7 серпня німецькі сухопутні сили додатково підсилили. Щоб підвищити свою ефективність, німці під час наближення до позицій польського опору почали використовувати цивільне населення як живий щит. Ця тактика в поєднанні з перевагою в чисельності та вогневій потужності допомогла їм пробитися до Банкової площі у північній частині центру Варшави та розрізати район Воля навпіл.
Якісь німецькі підрозділи спалили дві місцеві лікарні, де ще перебувала частина пацієнтів. Сотні інших пацієнтів і персоналу загинули від невибіркової стрілянини та нападів із застосуванням гранат або їх відбирали і відводили на страти. Найбільше вбивств сталося при залізничному насипі на вулиці Ґурчевській та на двох великих фабриках на вулиці Вольській (фабриці Ursus на Вольській, 55 та фабриці Франашека на Вольській, 41/45), а також на фабриці Pfeiffer за адресою: вулиця Окопова, 57/59. 
12 серпня було віддано наказ припинити невибіркове вбивство польського цивільного населення у Волі.
У проміжку з 8 по 23 серпня СС сформували з груп чоловіків із району Воля так званий «спалювальний загін» (Verbrennungskommando), який змусили приховувати докази різанини шляхом спалення тіл і домівок жертв.

## Подальші події

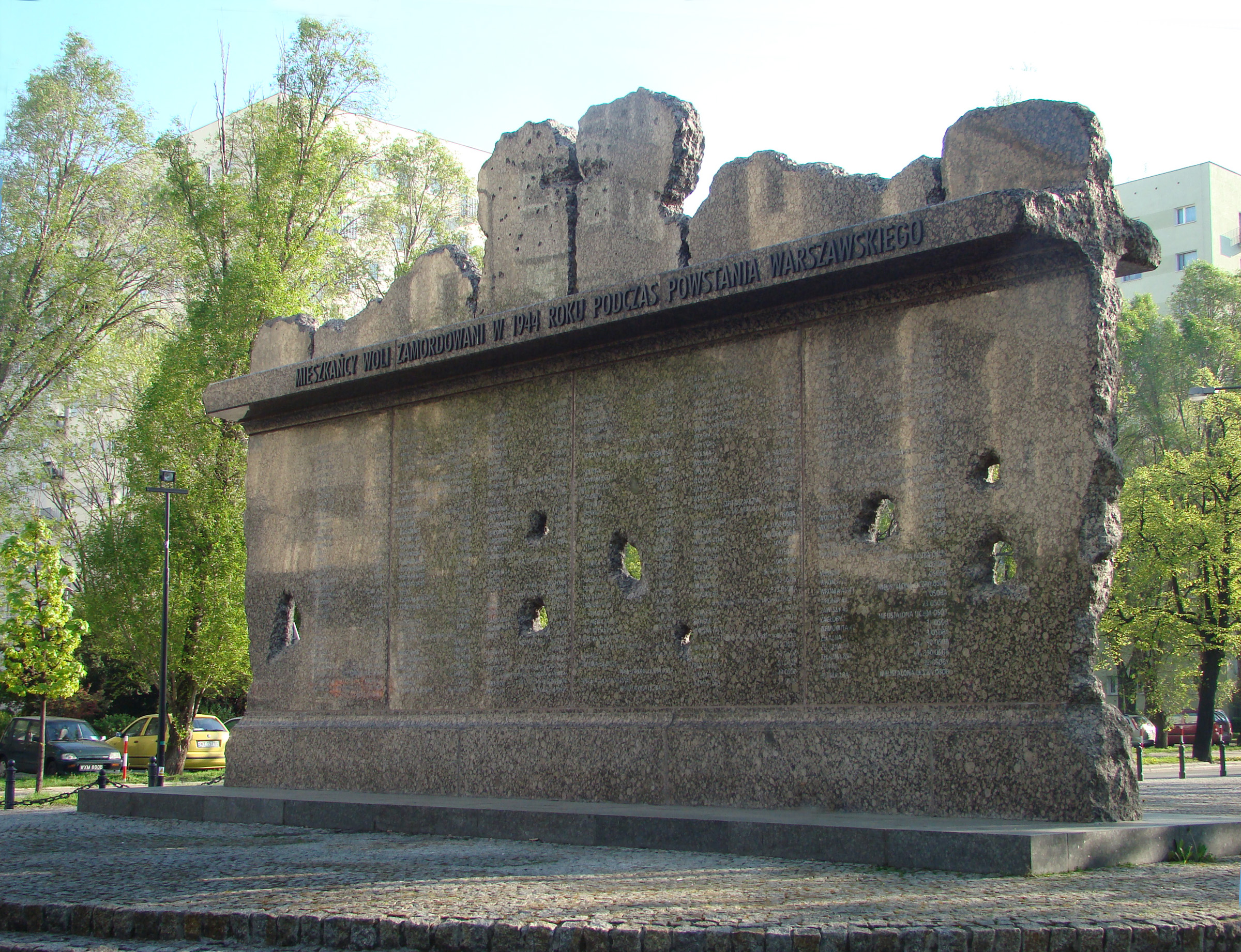
Пам'ятник жертвам різанини на Волі, де вказано список місць страт у Волі та оцінку кількості жертв на кожному місці

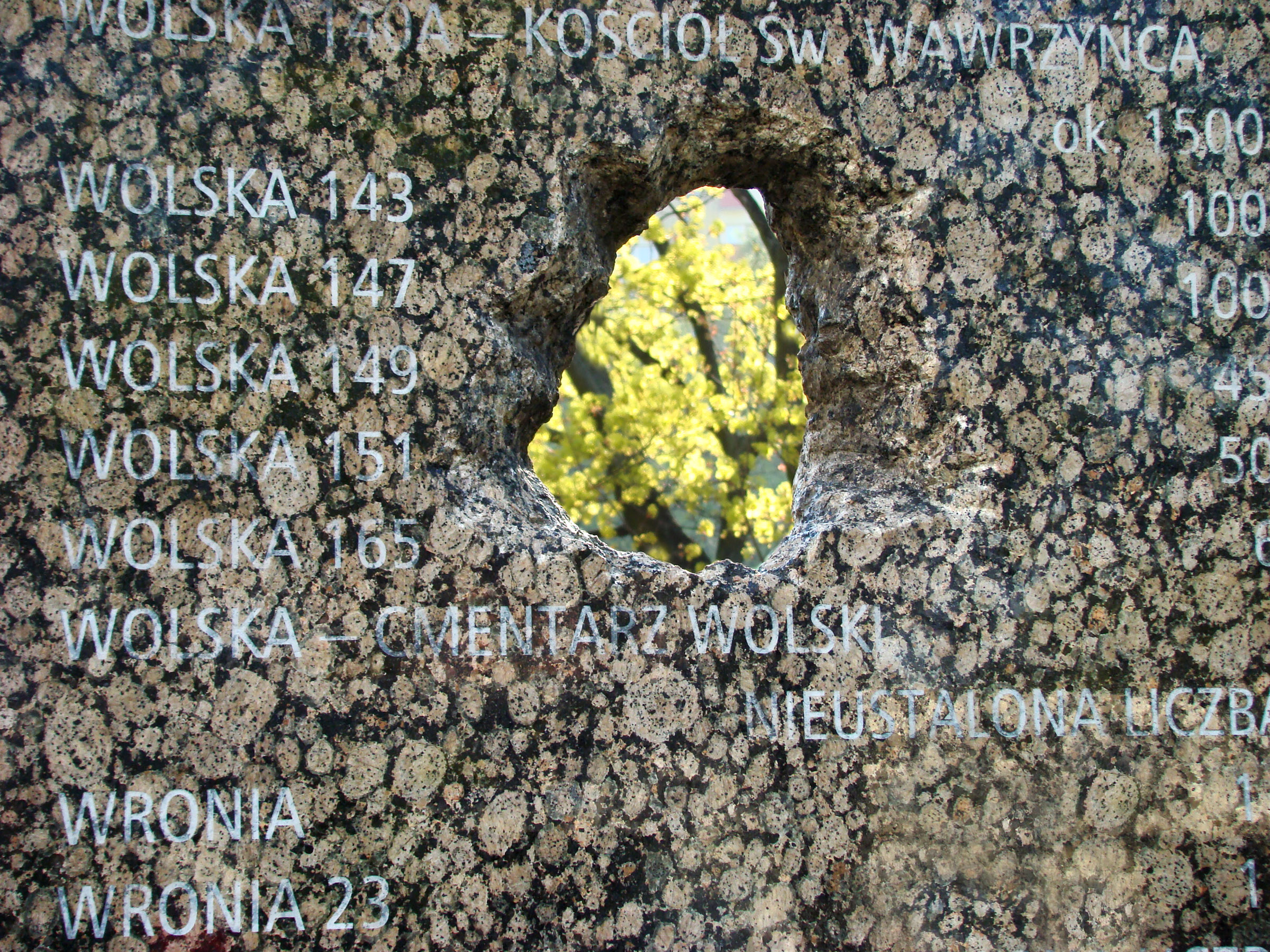
Збільшене зображення частини пам'ятника жертвам різанини на Волі з переліком деяких місць страти на вулиці Вольській

Після закінчення Другої світової війни нікого з німецьких військовослужбовців, причетних до скоєних під час Варшавського повстання звірств, так і не притягли до відповідальності. Головними винуватцями різанини у Волі та подібного злодіяння в сусідньому районі Охота були Гайнц Райнефарт і Оскар Дірлевангер. Дірлевангера, який верховодив і особисто брав участь у багатьох найгірших актах насильства, заарештували 1 червня 1945 року французькі окупаційні війська, коли він переховувався під вигаданим іменем поблизу міста Альтсгаузен у Верхній Швабії. 7 червня 1945 року, ймовірно, внаслідок поганого поводження з ним польських охоронців у французькому таборі для полонених в Альтсгаузені він помер. Імовірною причиною смерті внаслідок жорстокого поводження з боку його польських охоронців. 1945 року союзницькі органи затримали Райнефарта, але так і не притягли до відповідальності за його дії у Варшаві, незважаючи на запити Польщі про його екстрадицію. Після того, як західнонімецький суд звільнив його через відсутність доказів, Райнефарт зробив успішну післявоєнну кар’єру юриста і став мером міста Вестерланд та депутатом ландтагу Шлезвіг-Гольштейну. Уряд Західної Німеччини також виплачував колишньому обергрупенфюреру СС генеральську пенсію
, доки той не помер у 1979 році.
У травні 2008 року Музей Варшавського повстання склав і оприлюднив список кількох колишніх учасників есесівського формування Дірлевангера, які ще були живі.

## Виноски
1. ↑  Згідно зі свідченням Еріха фон дем Баха на Нюрнберзькому процесі, наказ Гіммлера (виданий на підставі наказу Гітлера), звучав таким чином: 1. Полонені повстанці підлягають знищенню незалежно від того, чи вони воювали згідно з Гаазькою конвенцією, чи ні. 2. Вбивати також невоюючу частину населення, жінок, дітей. 3. Зрівняти з землею усе місто, тобто його будівлі, вулиці, споруди та все, що знаходиться в його межах. Wroniszewski, 1970, с. 128—29.
2. ↑  "[...] Фюрер не зацікавлений у подальшому існуванні Варшави [...] все населення буде страчено, а всі будинки підірвано. Madajczyk, 1972, с. 390